# Maison des Trois Dames
La maison des Trois Dames est un monument historique situé à Rouffach, dans le département français du Haut-Rhin.

## Localisation
Ce bâtiment est situé au 15, rue du Maréchal-Lefebvre à Rouffach.

## Historique
L'édifice fait l'objet d'une inscription au titre des monuments historiques depuis 1975.